# Фестиваль танцю в Блекпулі
Восьмиденний Фестиваль танцю в Блекпулі, англ. Blackpool Dance Festival — перший, найвідоміший і найпрестижніший щорічний конкурс бальних танців міжнародного значення, який проводиться у бальному залі імператриці в Зимових садах, Блекпул, Англія з 1920 року. Це також найбільший бальний конкурс: у 2013 році у фестивалі взяли участь 2953 пари з 60 країн світу.
З початку 21 століття фестиваль проводиться у травні. Він охоплює бальні та латиноамериканські танці та включає відкритий чемпіонат Великої Британії у категорії дорослих аматорських та професійних пар та команди формування. У 2005 році було запроваджено дві нові категорії: Аматорські бальні змагання британської висхідної зірки та Латиноамериканські змагання. Великий інтерес також викликають дві події фестивалю — «Професійний командний матч» та «Виставкові змагання».
У Блекпулі також щорічно проводяться Фестиваль юніорських танців, Національний фестиваль танцю Великої Британії та інші.
В час, коли російська федерація розгорнула жорстоку повномасштабну війну на території України, коли армія росіі вбиває тисячі мирних жителів та дітей, провідні краіни світу відмежовуються від російської краіни-агресора та припиняють будь-яку взаємодію. В той же час, федерація WDC та організатори Blackpool надають можливість компанії dancefile, яка зареєстрована в російській доменній зоні, продавати фотографії Чемпіонату Європи ти Blackpool Dance Festival, які відбуваються в Blackpool, 15 квітня - 24 квітня. Тим самим вони також роблять внесок в російську економіку та вбивства і катування українців та українських дітей.

## Культурні посилання
Він був зображений у відзначеному нагородами японському фільмі 1996 року " Чи будемо ми ダ ン ス? режисера Масаюкі Суо та знову в американському римейку 2004 року «Танцюємо?». Май, яку зіграв Тамійо Кусакарі в оригінальному фільмі, та Пауліна, яку зіграла Дженніфер Лопес у фільмі 2004 року, змагалися у чемпіонаті з танців, коли разом зі своїми партнерами; обидва зазнали падіння під час півфіналу, що призвело до їх дискваліфікації.